# سیارک ۱۲۳۲۶
سیارک ۱۲۳۲۶ (به انگلیسی: 12326 Shirasaki، نامگذاری:1992SF) دوازده هزار و سیصد و بیست و ششمین سیارک کشف شده‌است که در ۲۱ سپتامبر ۱۹۹۲ کشف شد.